# Chassors
Chassors – miejscowość i gmina we Francji, w regionie Nowa Akwitania, w departamencie Charente.
Według danych na rok 1990 gminę zamieszkiwało 1105 osób, a gęstość zaludnienia wynosiła 84 osób/km² (wśród 1467 gmin regionu Poitou-Charentes Chassors plasuje się na 272. miejscu pod względem liczby ludności, natomiast pod względem powierzchni na miejscu 668.).